# كارولين روز فوستر
كارولين روز فوستر (بالإنجليزية: Caroline Rose Foster)‏ هي فلاحة أمريكية، ولدت في 6 أبريل 1877، وتوفيت في 26 يوليو 1979.